# Paris (låt med Jay-Jay Johanson)
Paris är en låt av Jay-Jay Johanson som släpptes som singel 2013. Den deltog i melodifestivalen 2013 där den slutade på en åttonde plats i den första delfinalen i Karlskrona. Totalt tävlade 32 bidrag det året och "Paris" kom sist med minst antal röster.